# Liste der Kulturdenkmäler in Herchweiler
In der Liste der Kulturdenkmäler in Herchweiler sind alle Kulturdenkmäler der rheinland-pfälzischen Ortsgemeinde Herchweiler aufgeführt. Grundlage ist die Denkmalliste des Landes Rheinland-Pfalz (Stand: 6. September 2022).

## Einzeldenkmäler
| Bezeichnung | Lage                          | Baujahr                            | Beschreibung                                                                    | Bild |
| ----------- | ----------------------------- | ---------------------------------- | ------------------------------------------------------------------------------- | ---- |
| Brunnen     | Brückenstraße, bei Nr. 1 Lage | zweite Hälfte des 19. Jahrhunderts | Laufbrunnen, gusseiserne Säule, zweite Hälfte des 19. Jahrhunderts              | BW   |
| Quereinhaus | In der Gaß 14 Lage            | 1858                               | eingeschossiges Quereinhaus mit seltener deutsch-hebräischer Türinschrift, 1858 | BW   |